# ドン・キホーテのブルレスカ
管弦楽組曲「ドン・キホーテのブルレスカ」ト長調 (仏: Bourlesque de Don Quixotte)TWV55:G10はバロック時代のドイツの作曲家ゲオルク・フィリップ・テレマンが作曲した弦楽合奏と通奏低音のための組曲。スペインの作家ミゲル・デ・セルバンテスの小説「ドン・キホーテ」を題材にしている。
テレマンは生涯に1000曲もの管弦楽のための組曲を書いたと言われ、現存する126曲の中でも特に有名な作品となっている。

## 編成
弦楽合奏、通奏低音

## 楽曲構成
全8曲からなる。ただし、第6曲「ロシナンテのギャロップ」と第7曲「サンチョ・パンサのロバのギャロップ」を「ロシナンテのギャロップとサンチョ・パンサのロバのギャロップ」として1曲とする録音もある。演奏時間は約20分。
1. 序曲
2. ドン・キホーテの目覚め
3. ドン・キホーテの風車攻撃
4. ドゥルシネーア姫に寄せる愛のため息
5. かつがれたサンチョ・パンサ
6. ロシナンテのギャロップ
7. サンチョ・パンサのロバのギャロップ
8. 眠りにつくドン・キホーテ